# Vanhoeffenura caribbea
Vanhoeffenura caribbea är en kräftdjursart som först beskrevs av Benedict 1901.  Vanhoeffenura caribbea ingår i släktet Vanhoeffenura och familjen Munnopsidae. Inga underarter finns listade i Catalogue of Life.